# Olympia 75
Albums de Michel Sardou
La Maladie d'amour La Vieille
Olympia 75 est le deuxième album live de Michel Sardou enregistré en 1975 lors de son troisième passage à l'Olympia de Paris.

## Titres
| No  | Titre                               | Durée |
| --- | ----------------------------------- | ----- |
| 1.  | J’ai 2000 ans                       |       |
| 2.  | Le Surveillant général              |       |
| 3.  | Un enfant                           |       |
| 4.  | Zombi Dupont                        |       |
| 5.  | Les Vieux Mariés                    |       |
| 6.  | Le Curé                             |       |
| 7.  | Les Ricains                         |       |
| 8.  | Une fille aux yeux clairs           |       |
| 9.  | Une fille aux yeux clairs (reprise) |       |
| 10. | Les Villes de solitude              |       |
| 11. | La Maladie d'amour                  |       |
| 12. | Le Temps rétro                      |       |
| 13. | La Marche en avant                  |       |
| 14. | Le Bon temps c’est quand            |       |

## Crédits
- Arrangements et direction d'orchestre : René Pratx (Titres 1 à 11, 13 et 14) et Guy Guermeur (Titre 12)
- Prise de son : Roland Guillotel et Roger Roche
- Mixage : Roland Guillotel au Studio 92
- Direction artistique : Jacques Revaux et Régis Talar